# عبد العزيز العروي
عبد العزيز العروي, ولد يوم 17 من ديسمبر سنة 1898 المنستير وتوفي سنة 1971 صحفي ورجل إذاعة تونسي.
تعود شهرته إلى القصص الشعبية التي كان يرويها بنفسه باللهجة الدارجة التونسيّة ثم صوُرت بعض هذه الحكايات تحت عنوان من حكايات عبد العزيز العروي ولا زالت تعرض أحيانا على الشاشة التونسيّة.

## مسيرته
ولد بمدينة المنستير وبعد أن انهى تعلمه الابتدائي بها التحق بالعاصمة لمتابعة الدراسة بالمدرسة الثانوية الصادقية وإثر تخرجه عمل كاتبا بادارات الأعمال ثم تخلى عن ذلك فأدار مطبعة وجريدة النهضة سنتي 1927و1928 وأصدر بعدها جريدة الهلال التونسي (الفرنسية اللسان) سنة 1930 وحرّر لسنوات طويلة بجريدة Petit Matin(الصباح الصغير).
يعدّ واحد من جماعة تحت السور التي نهضت بالأدب في تونس قبل الحرب العالمية الثانية. ثمّ التحق عبد العزيز العروي بعدها بالاذاعة التونسية محررا ومذيعا منذ تاسيسها سنة 1938 وكلّف بادارتها لفترة قصيرة سنتي 1946 و1956 وظل يعمل بها إلى آخر حياته
- اشتهر باسماره وحكاياته والف للمسرح
قدم للتراث الشعبي خدمة كبيرة كرس لها حياته حيث جمع ونقح وروى أغلب قصص هذا التراث التي كادت تندثر وتنطمس بفعل الزمن.
عبد العزيز العروي، تعود شهرته إلى القصص الشعبية التي كان يرويها بنفسه باللهجة الدارجة التونسيّة ثم صوُرت بعض هذه الحكايات تحت عنوان من حكايات عبد العزيز العروي ولا زالت تعرض أحيانا على الشاشة التونسيّة.

## مواضيع ذات صلة
- جماعة تحت السور
- شافية رشدي
- المدرسة الرشيدية
- الصادق ثريا
- رشيد قارة